# Зіта Бурбон-Пармська
Зіта Бурбон-Пармська (італ. Zita di Borbone-Parma), повне ім'я Зіта Марія делла Грація Альдегонда Мікаела Рафаела Габріела Джузепіна Антонія Луїза Агнеса Бурбон-Пармська (італ. Zita Maria delle Grazie Adelgonda Micaela Raffaela Gabriella Giuseppina Antonia Luisa Agnese di Borbone-Parma); 9 травня 1892 — 14 березня 1989) — італійська принцеса з династії Пармських Бурбонів, донька Роберто Пармського та Марії Антонії Португальської, дружина останнього імператора Австро-Угорщини Карла I.

## Біографія

### Дитинство та юність
Зіта народилась 9 травня 1892 року на віллі Піаноре в провінції Лукка. Своє незвичне ім'я отримала на честь відомої італійської святої, яка жила у Тоскані в XIII столітті. Вона була третьою донькою і п'ятою дитиною в родині відстороненого від влади в ході рісорджименто правителя Парми Роберто I та його другої дружини Марії Антонії Португальської. Батько Марії Антонії, Мігел I, був вигнаний із Португалії та позбавлений всіх титулів через спробу узурпації влади. Сам Роберто I був скинений з престолу в ході революційних подій, коли був ще дитиною. Від першого шлюбу із Марією Пією Бурбон-Сицилійською у нього залишилося дев'ятеро дітей, шестеро з яких були розумово відсталими. 

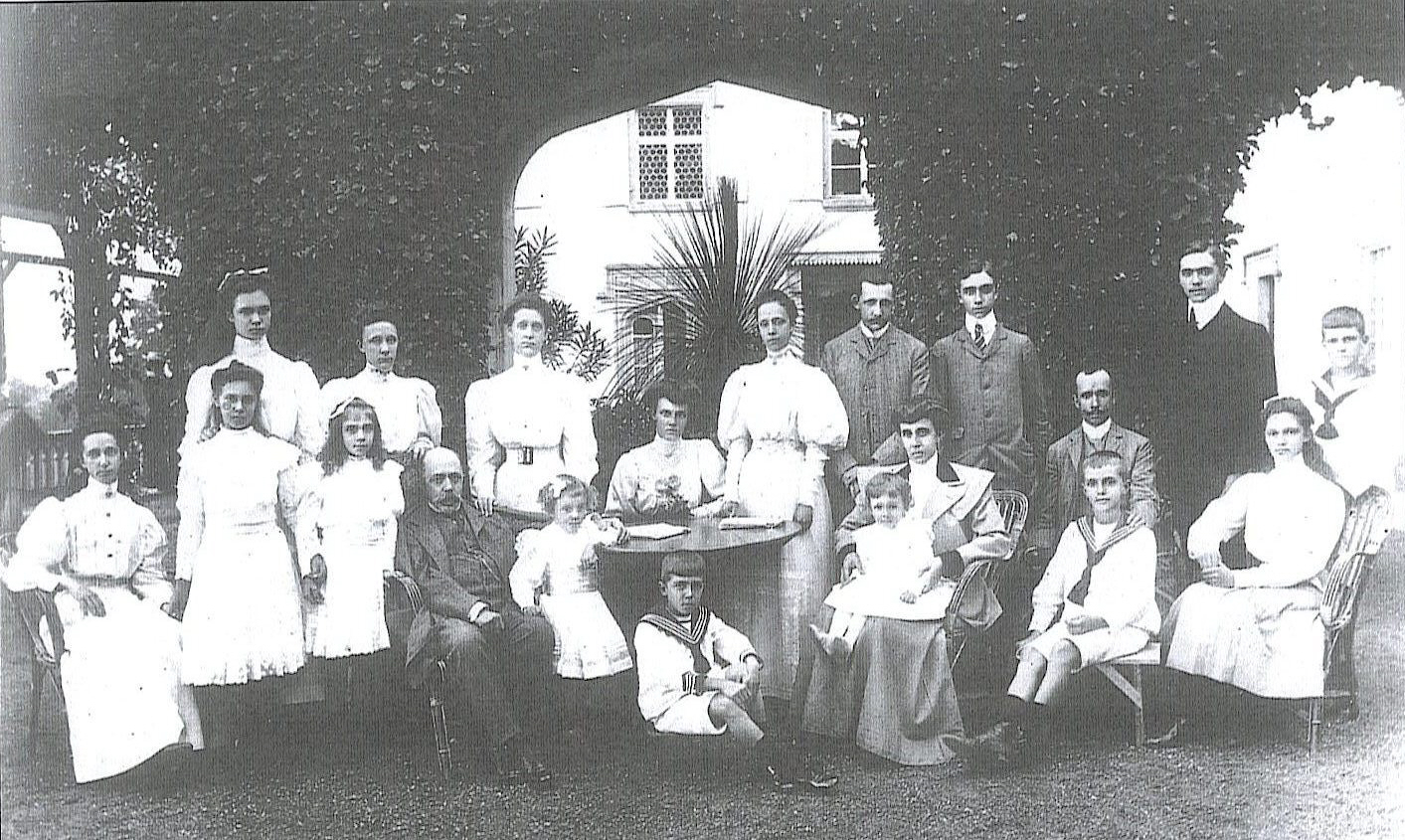
Зіта (сидить справа) із родиною у 1906

Не зважаючи на втрату трону, Роберто залишився достатньо заможною людиною. Дитинство Зіти пройшло на віллі Піаноре та в замку Шварцау-ам-Штайнфельде поблизу Відня. Між ними курсував спеціальний потяг, що перевозив родину та їхнє майно. Зіта, її брати та сестри, розмовляли італійською, французькою, німецькою, іспанською, португальською та англійською мовами. За її спогадами: «Ми зростали у різних країнах. Батько вважав себе французом, і кілька тижнів на рік ми проводили у нашому замку Шамбор. Одного разу я спитала його, як нам позиціювати себе. Він відповів: Як французькі принци, що правлять на італійській землі“. Насправді, з його двадцяти чотирьох дітей лише троє, включаючи мене, народились в Італії».
У віці 10 років Зіта поступила до школи салезіанської общини в Цанбергу у Верхній Баварії. Виховання в ній було достатньо суворим і з релігійною спрямованістю. До навчальної програми входили курси математики, географії, історії, природничих наук та музики. Крім цього, дітей вчили власноруч лагодити, штопати та шити одяг і займатися фізичною культурою. Особливий акцент виховання ставився на скромність, відданість обов'язку та дисципліну. У школі вона знаходилася до осені 1907, коли помер її батько. Бабуся з материнського боку, Адельгейда Льовенштайн, сприяла закінченню освіти Зіти та її сестри Франчески у бенедиктинському монастирі св. Сесилі на острові Вайт. Там принцеси вивчали теологію та філософію, вдосконалювали знання англійської. Зіта почала співати в хорі і навчилася грати на органі.
Вдома ж, виховані як добрі католики, діти пармського герцога регулярно брали участь у добродійних заходах для бідних. Зіта сама розподіляла між злиденними одяг, їжу та ліки. Троє з сестер стали черницями, сама вона певний час теж вважала, що це її шлях. Проте, помітивши як погіршилося її здоров'я після перебування у жорстокому британському кліматі, родичі порадили їй дворічне перебування на лікувальному курорті Франценсбад.

### Весілля

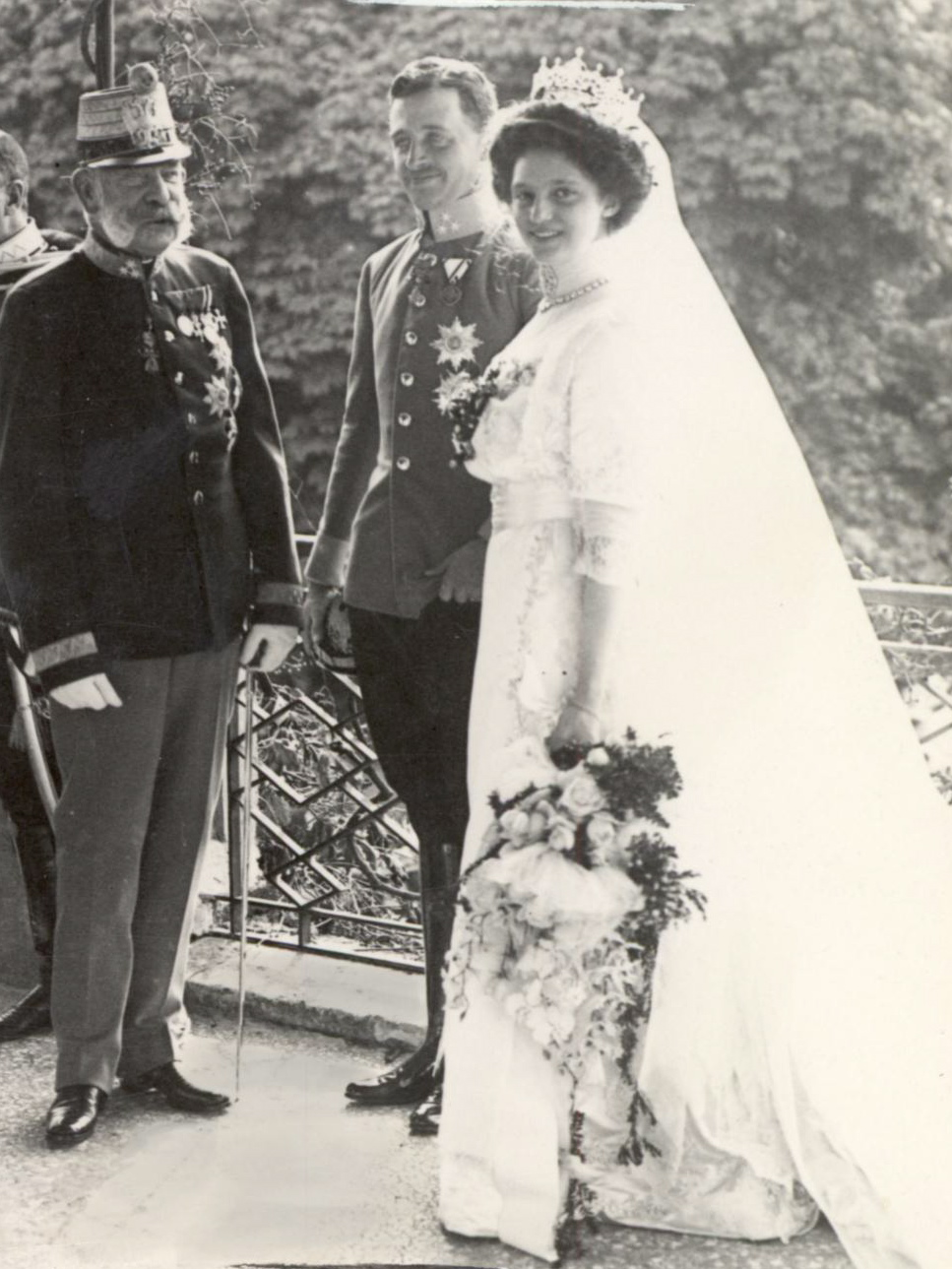
Весілля Карла і Зіти

Неподалік від замка Шварцау була розташована вілла Вартольц, резиденція тітки Зіти, Марії Терези. Серед її онуків був і ерцгерцог Карл Франц. Із Зітою вони бачились ще дітьми, перед початком навчання. У 1909 році його драгунський полк було розквартировано у Брандесі-на-Ельбі, звідки юнак вирушив провідати тітку Марію Аннунціату у Франценсбаді. Там він відновив знайомство із Зітою. У той час він відчував тиск з боку родини у зв'язку із морганатичним шлюбом дядька Франца Фердинанда, оскільки його діти не мали права успадковувати австрійський трон. Зіта ж була дівчиною із «потрібної родини», її генеалогія влаштовувала всіх. Сама вона згадувала: "Ми, звичайно, були раді знову зустрітися і стали близькими друзями. З мого боку почуття розвивались поступово протягом наступних двох років. Йому ж хотілося зробити все швидше. Восени 1910 року пішли чутки про мої заручини із Хайме Мадридським. Карл розшукав бабусю і запитав, чи дійсно це лише чутки. Отримавши позитивну відповідь, він мовив: «Все одно, мені краще поспішити у будь-якому випадку, інакше вона дістанеться комусь іншому».
Ерцгерцог вирушив на віллу Піаноре і попросив руки Зіти. 13 червня 1911 року про їхні заручини було оголошено при австрійському дворі.
Весілля Карла і Зіти відбулося 21 жовтня 1911 року у замку Шварцау-ам-Штайнфельде. Із вищих гостей були присутніми імператор Франц Йосиф I, який підняв тост за молодят, і спадкоємець трону Франц Фердинанд, який був свідком нареченого.
20 листопада 1912 на віллі Вартольц народився перший син пари, Отто. Всього у подружжя народилося восьмеро дітей. Після народження первістка імператор запропонував родині перебратися до замку Гетцендорф у Майдлінгу. Там вони проживали до 1914 року. Після вбивства Франца Фердинанда, коли Карл став кронпринцем Австро-Угорської імперії, із міркувань безпеки сім'я переїхала до Шенбрунну.

### Імператриця
21 листопада 1916 року помер Франц Йосиф I. Карл став імператором, Зіта — імператрицею. 30 грудня відбулася їхня коронація як правителів Угорщини. Після церемонії відбувся традиційний бенкет, та на цьому урочистості й були припинені, оскільки монарше подружжя вирішило, що тривалі святкування під час війни недоречні.
На початку свого царювання Карл часто перебував у Бадені, де розташовувався військовий штаб. Звідти він по кілька разів на день телефонував дружині у Гофбург. Зіта мала певний вплив на чоловіка. Вона відвідувала зустрічі із прем'єр-міністром і військові брифінги. Але особливо цікавилася соціальними питаннями. Військова справа була виключно прерогативою Карла. Зіта, вольова та енергійна, супроводжувала його у провінціях та на фронті, займалася благодійністю і відвідувала шпиталі для поранених.
Проте війна була програна. Мирні перемовини у 1917 році зірвані. У вересні 1918 капітулювала союзницька Болгарія. 11 листопада Карл видав прокламацію щодо визнання прав австрійського народу самому обирати форму державного устрою і відсторонення від керування країною. Того ж дня родина залишила Шенбрунн і переїхала до Екартзау. 12 листопада було проголошено створення нової держави Німецька Австрія.

### Вигнання
24 березня 1919 Карл із родиною виїхав до Швейцарії. Потяг із військовими почестями проводжали у вигнання. 3 квітня парламент прийняв закон про заборону в'їзду на територію Австрії для Карла і Зіти. Інші Габсбурги мали право повернутися лише у випадку відмови від претензій на престол і визнання себе звичайними громадянами.
У Швейцарії сім'я колишнього імператора перший час жила у замку Фартег поблизу Роршаха на березі Боденського озера. Це помешкання купив у 1860-х роках батько Зіти. 20 травня 1919, на прохання швейцарського уряду, родина переїхала подалі від австрійського кордону і оселилася на віллі Пранжен на Женевському озері.
У 1921 році Карл здійснив дві спроби свого мирного повернення до влади в Угорщині, проте вони виявилися невдалими. Подружжя було затримано в Будапешті. Місцем їхнього вигнання обрали Мадейру. 19 листопада на британському кораблі Карла і Зіту було доставлено у Фуншал. Дітей доправили на острів у лютому 1922.
Родина проживала на віллі Вітторія, потім у готелі Reid's Hotel, і, нарешті, на віллі Кінта-ду-Монте із видом на столицю. У березні, прогулюючись містом пішки, Карл застудився. Застуда перейшла у бронхіт, а без кваліфікованої медичної допомоги — у важку пневмонію. Переживши два серцеві напади, імператор помер 1 квітня 1922 від дихальної недостатності у присутності дружини, що була на восьмому місяці вагітності, і 9-річного Отто, зберігаючи свідомість майже до останнього моменту. Останніми були його слова, адресовані Зіті: «Я так кохаю тебе!»
Після смерті Карла, король Іспанії Альфонс XIII через свого посла у Великій Британії домігся дозволу для Зіти та дітей переїхати до Іспанії. Військовий корабель «Infanta Isabel» доправив сім'ю до Кадіса. Ескорт супроводив їх до палацу Пардо у Мадриді. Там Зіта незабаром народила восьму дитину, ерцгерцогиню Елізабет. Альфонсо запропонував родичам оселитися у палаці Урібаррен в Лекейтіо на березі Біскайської затоки. Наступні кілька років імператриця, займаючись освітою і вихованням дітей, провела в Лекейтіо. Доходи родина отримувала від приватної власності в Австрії та виноградників у Йоганнесбурзі, а також добровільних пожертвувань.
У 1929 року кілька дітей досягли віку, потрібного для здобуття вищої освіти. У вересні родина переїхала до замку Гем у бельгійському селищі Стенокерзел біля Брюсселю. Отто навчався неподалік у Лувені. У 1935-му він вів перемовини щодо реставрації Габсбургів із канцлером Шушнігом. Анексія Австрії нацистською Німеччиною поклав край всім сподіванням. У травні 1940 року Зіта із родиною через Дюнкерк, Париж і Бордо втекла до Іспанії, а звідти — до Португалії. 9 липня вони отримали американські візи, а 27 липня — прибули до Лонг-Айленду. Певний час жінка із молодшими дітьми жила у Тукседо парку, потім вони перебралися до Квебеку, де четверо молодших дітей навчалися в університеті Лаваля. Не маючи достатньо коштів, фінанси розтягували скільки було змоги. Тим не менш, всі сини брали активну участь у військових діях. Після перемоги Зіта провела два роки у турне США та Канадою, збираючи кошти для відбудови постраждалих Австрії та Угорщини.

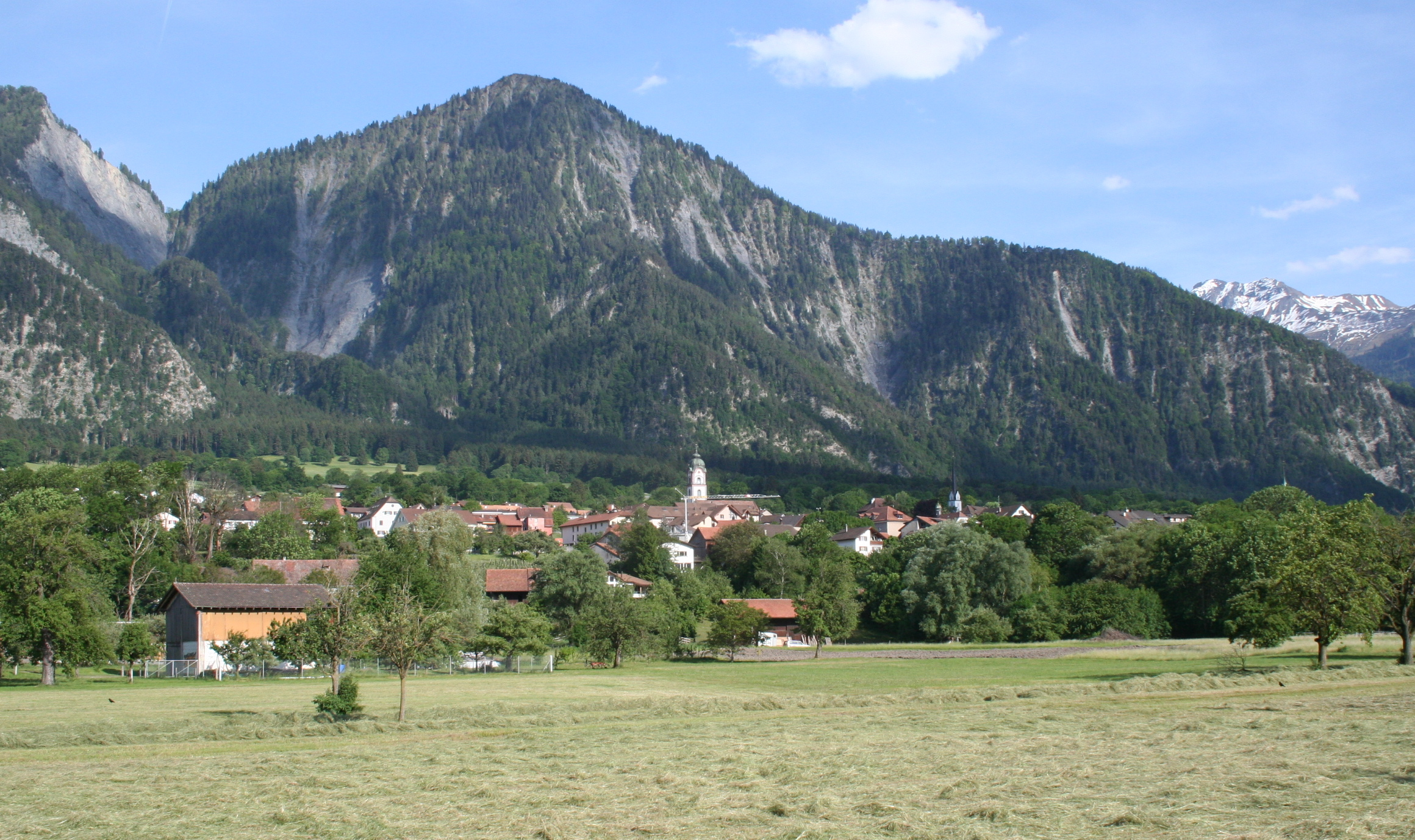
Цицерс, де Зіта провела останні роки життя

Періодично буваючи в Європі на весіллях дітей, Зіта остаточно вирішила повернутись у 1952. Разом із братом Феліксом доглядала стару матір, що оселилася в Люксембурзі. Марія Антонія померла 1959-го у віці 96 років. 1962-го Зіта пристала на пропозицію єпископа Куру зробити своєю резиденцією замок в Цицерсі, що підлягав його адміністрації. Помешкання було досить просторим і підходило для розміщення численних родичів. До того ж поруч знаходилась каплиця, що відповідало релігійним запитам.
1982 року король Хуан Карлос I після перемовин Федеральним канцлер Австрії Бруно Крайським зміг домовитися про можливість повернення колишньої імператриці на територію Австрії. У листопаді 1982 Зіта знову ступила на австрійську землю. Протягом наступних років вона періодично бувала з візитами в Австрії, і навіть виступала на телебаченні. В інтерв'ю віденській «Kronen Zeitung» Зіта висловила переконання, що загибель кронпринца Рудольфа була спланована французькими чи австрійськими агентами.
Після святкування 90-річчя здоров'я Зіти почало слабшати, з'явилися проблеми з очима. Останній великий збір родини відбувся на святкуванні її 95 дня народження у 1987 році.
Влітку 1988, після відвідин доньки, Зіта захворіла на пневмонію. Більшу частину осені і зиму вона провела у ліжку. Врешті-решт, у березні 1989, зателефонувала старшому сину і сказала, що помирає. Отто та інші члени родини перебували біля неї, коли вночі 14 березня вона пішла з життя.
Поховання відбулося 1 квітня у Відні. Забальзамоване тіло імператриці поховали у імператорському склепі Капуцинеркірхе. Серце ж зберігається в Loretokapelle монастиря Мурі в Швейцарії, поруч із урною з серцем Карла.
10 грудня 2009 під проводом єпископа Ле Ману розпочався процес беатифікації Зіти.

## Родина

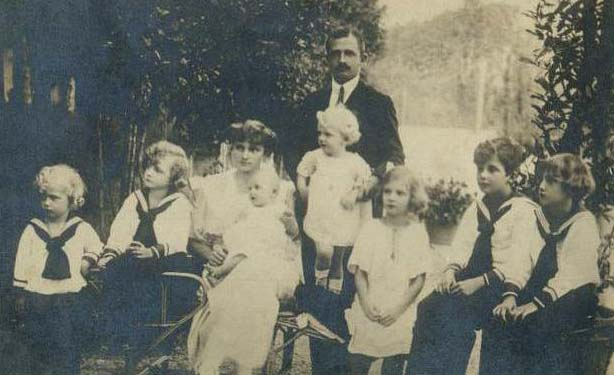
Зіта із чоловіком та дітьми у 1921

Чоловік — Карл I, імператор Австро-Угорщини
Діти:
- Отто (1912—2011) — кронпринц Австро-Угорщини, ерцгерцог Австрійський, голова дому Габсбургів (1922—2011), член ХСС, депутат Європарламенту, був одружений з Регіною Саксен-Мейнінгенською, мав семеро дітей;
- Аделаїда (1914—1971) — одружена не була, дітей не мала;
- Роберт (1915—1996) — ерцгерцог Австрійський-Есте, банкір, громадський діяч та публіцист; був одружений з Маргаритою Савойською-Аоста, мав трьох синів і двох доньок;
- Фелікс (1916—2011) — ерцгерцог Австрійський, був одружений з Анною Євгенією Аренберзькою, мав семеро дітей;
- Карл Людвіг (1918—2007) — ерцгерцог Австрійський, був одружений з Іоландою де Лінь, мав четверо дітей;
- Рудольф (1919—2010) — ерцгерцог Австрійський, був двічі одружений, мав п'ятеро дітей від двох шлюбів;
- Шарлотта (1921—1989) — була одружена із герцогом Георгом Мекленбурзьким, дітей не мала;
- Єлизавета (1922—1993) — була одружена із принцом Генріхом Ліхтенштейнським, мала чотирьох синів і доньку.

## Цікаві факти
- 12 вересня 1909 року Йоганн Паліза назвав щойно відкритий астероїд «Зіта» на честь принцеси Зіти.
- Після смерті чоловіка імператриця все життя носила лише чорне.